# Adolf Mathes
Adolf Mathes (* 20. Juni 1908 in München; † 28. Dezember 1972 ebenda) war ein katholischer Priester und Gründer des Katholischen Männerfürsorgevereins München e.V. (KMFV).

## Leben und Wirken
Mathes wurde am 28. Juni 1932 zum katholischen Priester geweiht. 1944 wurde er Kaplan in der Münchner Pfarrei Maria Hilf in der Au. 1946 wurde er dort Prediger.
In den Jahren nach dem Zweiten Weltkrieg gab es in München viele obdachlose Männer. Diese waren zum einen arbeitslose Kriegsversehrte als auch Männer vom Land, die in der Großstadt Arbeit gefunden hatten, um ihre Familien daheim zu unterstützen. Bei den geringen Löhnen reichte es nicht immer für ein eigenes Zimmer. Pfarrer Mathes nahm sich der Obdachlosen an und bald wurde diese Aufgabe zu seinem Lebensinhalt. Die Münchner nannten ihn „Bunkerpfarrer“, da er alte Luftschutzbunker aus dem Zweiten Weltkrieg zu Schlafstätten für Obdachlose umgestaltete.
Am 19. April 1950 gründete Monsignore Mathes den Katholischen Männerfürsorgeverein München e.V. (KMFV), eine Vereinigung von Christen für karitative Zwecke, dessen Vorsitz er bis zu seinem Tode innehatte. Große Unterstützung für sein Werk erhielt er von Hermann Zeit. Der KMFV ist ein vorwiegend in der Erzdiözese München und Freising tätiger Fachverband der Wohnungs- und Arbeitslosen-, der Suchtkranken- und Straffälligenhilfe. Der KMFV unterhält heute mit mehr als 500 Mitarbeitern 20 stationäre, teilstationäre und ambulante Einrichtungen.
Von 1964 bis 1972 war er ebenfalls Bayerischer Landes-Caritas-Direktor und in dieser Funktion als Vertreter der Wohlfahrtsorganisationen Mitglied des Bayerischen Senats.

## Ehrungen
Mathes machte sich um die Betreuung alkoholkranker und obdachloser Männer verdient. Daher wurde 1984 ihm zu Ehren in München-Untermenzing der Adolf-Mathes-Weg benannt.
| Personendaten    | Personendaten                                                                         |
| ---------------- | ------------------------------------------------------------------------------------- |
| NAME             | Mathes, Adolf                                                                         |
| ALTERNATIVNAMEN  | Bunkerpfarrer                                                                         |
| KURZBESCHREIBUNG | katholischer Priester und Gründer des Katholischen Männerfürsorgevereins München e.V. |
| GEBURTSDATUM     | 20. Juni 1908                                                                         |
| GEBURTSORT       | München                                                                               |
| STERBEDATUM      | 28. Dezember 1972                                                                     |
| STERBEORT        | München                                                                               |